# Juliana ze Stolbergu
Juliana ze Stolbergu (15. února 1506, Stolberg – 18. června 1580, zámek Dillenburg) byla matkou Viléma I. Oranžského, vůdce úspěšné Nizozemské revoluce proti Španělsku v 16. století.

## Život
Juliana se narodila ve Stolbergu jako dcera hraběte Boda VIII. ze Stolbergu-Wernigerode a jeho manželky Anny Eppsteinsko-Königsteinské. Byla vychována jako katolička, ale víru nakonec změnila dvakrát, nejdříve přestoupila k luteránství, pak ke kalvinismu. Spolu se svým druhým manželem byla přesvědčenou protestantkou a v protestantské víře vychovávala i své děti. Po smrti druhého manžela v roce 1559 zůstala na zámku Dillenburg, který patřil jejímu synu Janovi.
Celý svůj život se držela v blízkosti svých dětí, zvláště syna Viléma. Když Vilém zahájil rebelii proti Filipovi II. Španělskému, podporovala ho Juliana jak morálně, tak finančně. Díky této finanční podpoře byl Vilém schopen vést v Nizozemsku válečnou výpravu proti Španělsku.
Juliana zemřela v létě 1580 na zámku Dillenburg.

## Manželství a potomci
V roce 1523 se Juliana provdala za hraběte Filipa II. Hanau-Münzenberského, s nímž měla pět dětí:
- Reinhard Hanau-Münzenberský (10. dubna 1524 – 12. dubna 1524)
- Kateřina z Hanau (26. března 1525 – 20. srpna 1581), ⚭ 1543 Johan IV. hrabě Wied-Runkel (1510–1581)
- Filip III. Hanau-Münzenberský (30. listopadu 1526 – 14. listopadu 1561), ⚭ 1551 Helena Falcko-Simmerská (13. června 1532 – 5. února 1579)
- Reinhard Hanau-Münzenberský (8. dubna 1528 – 11. října 1554)
- Juliana Hanau-Münzenberská (30. března 1529 – 8. července 1595)

Manžel Filip zemřel v roce 1529 a Juliana se 20. září 1531 provdala za hraběte Viléma Nasavsko-Dillenburského. Za dvacet osm let manželství porodila dvanáct potomků:
- Vilém I. Oranžský (24. dubna 1533 – 10. července 1584), místodržitel nizozemských provincií Holland, Zeeland, Utrecht, západní Frísko, Voorn a Briel, hrabě holandský, hlava Spojených provincií nizozemských,
⚭ 1551 Anna van Buren (1533 – 24. března 1558)
⚭ 1561 Anna Saská (23. prosince 1544 – 18. prosince 1577), manželství rozvedeno v roce 1571
⚭ 1575 Šarlota Bourbonská (1546 – 5. května 1582)
⚭ 1583 Luisa de Coligny (23. září 1555 – 13. listopadu 1620)
- Hermana Oranžská (*/† 1534)
- Jan VI. Nasavsko-Dillenburský (22. listopadu 1536 – 8. října 1606)
- Ludvík Nasavský (10. ledna 1538 – 14. dubna 1574)
- Marie Nasavská (1539–1599)
- Adolf Nasavský (1540–1568)
- Anna Nasavsko-Dillenburská (1541–1616)
- Alžběta Nasavsko-Dillenburská (1542–1603)
- Kateřina Nasavsko-Dillenburská (1543–1624)
- Juliana Nasavsko-Dillenburská (1546–1588)
- Magdaléna Nasavsko-Dillenburská (1547–1633)
- Jindřich Nasavsko-Dillenburský (1550–1574)